# Felser
Felser is een plaats in de Duitse gemeente Hellenthal, deelstaat Noordrijn-Westfalen, en telt 132 inwoners (2006).